# 布非洛尔
布非洛尔是一种含氮有机化合物，化学式C
18H
29NO
4，带有四氢呋喃基团，能作为β受体阻滞剂。